# Tilleda
Tilleda – jednostka osadnicza w Stanach Zjednoczonych, w stanie Wisconsin, w hrabstwie Shawano.